# Once Upon a Time in Mexico
Once Upon a Time in Mexico är en amerikansk-mexikansk film från 2003 i regi av Robert Rodriguez med Antonio Banderas, Salma Hayek och Johnny Depp i rollerna. Filmen är den tredje och avslutande delen i Rodriguez' så kallade "Mexico Trilogy", efter El Mariachi (1992) och Desperado (1995).

## Handling
Filmen inleds med en sekvens som blandar verklighet och fantasi. Här återintroduceras den sjungande pistolmannen, el Mariachi (Antonio Banderas), och hans älskade Carolina (Salma Hayek) i en våldsam konflikt med en grupp kriminella. Historien återberättas med förskönande inslag av karaktären Belini (Cheech Marin) för CIA-agenten Sands (Johnny Depp). Genom Belinis berättelse avslöjas att el Mariachis huvudfiende, general Marquez (Gerardo Vigil), överlevt striden.
Efter inledningen följer handlingen där el Mariachi lever isolerad och traumatiserad efter mordet på sin kärlek och deras gemensamma dotter. Genom återblickar återges en romantisk bakgrundshistoria, och el Mariachi rekryteras av Sands för att ingripa i en planerad statskupp. Kuppen, där man planerar att mörda Mexikos president (Pedro Armendariz Jr.), leds av general Marquez och kartelledaren Barillo (Willem Dafoe). Barillo har även satt ett pris på el Mariachis huvud.
I filmens centrala intrig spelas Sands ut olika karaktärer mot varandra, vilket skapar ett komplext nät av dubbelspel och förräderi.

## Om filmen
Det är den tredje filmen i den så kallade  Mariachi-trilogin. Den första filmen heter El Mariachi och den andra Desperado. Antonio Banderas spelar rollen i Desperado. I första filmen spelade Carlos Gallardo huvudrollen. Efter att Columbia Pictures köpte upp rättigheterna av Robert Rodriguez ville de att han skulle göra ytterligare en film som då fick namnet Desperado, där Antonio Banderas spelar huvudrollen liksom i filmen Once Upon A Time In Mexico.
Filmen är inspelad i bland annat San Miguel de Allende och Guanajuato. Bland flera hundra lokala statister som deltog i utlottningen av roller fanns en svensk.

## Rollista
| Antonio Banderas | – El Mariachi              |
| Salma Hayek      | – Carolina                 |
| Johnny Depp      | – Sheldon Sands            |
| Mickey Rourke    | – Billy                    |
| Eva Mendes       | – Ajedrez                  |
| Danny Trejo      | – Cucuy                    |
| Enrique Iglesias | – Lorenzo                  |
| Rubén Blades     | – Jorge Ramirez            |
| Gerardo Vigil    | – General Emiliano Marquez |
| Willem Dafoe     | – Armando Barillo          |
| Cheech Marin     | – Belini                   |
| Tito Larriva     | – taxichaufför             |